# Andrea Lucchetta
Andrea Lucchetta (Treviso, 25 de novembro de 1962) é um ex-jogador de voleibol da Itália que competiu nos Jogos Olímpicos de 1984, 1988 e 1992.
Em 1984, ele fez parte da equipe italiana que conquistou a medalha de bronze no torneio olímpico, no qual participou de todas as seis partidas. Quatro anos depois, ele jogou em um confronto e o conjunto italiano terminou na nona posição na competição olímpica de 1988. Lucchetta fez a sua última participação em Olimpíadas nos jogos de 1992, atuando em oito jogos e finalizando na quinta colocação com o time italiano.